# 37-мм пушка М.15
37-мм пехотная пушка М.15 (нем. 3.7 cm Infanteriegeschütz M.15) — австрийское орудие, созданное для применения в траншеях во время Первой мировой войны. Название указывает на калибр в сантиметрах; Infanteriegeschütz в переводе с немецкого означает «пушка поддержки пехоты» и модель в соответствии с годом принятия на вооружение. Захваченные австрийские пушки и их итальянские копии сначала обозначились как Cannone da 37F, позже, в 1930-х годах, как 37/10 F. Mod. 1915.

## История
Infanteriegeschütz M.15 3,7 см разрабатывалась с учётом особенностей траншейной войны. Пехота во время Первой мировой войны часто сталкивалась с хорошо защищёнными линиями траншей, защищёнными пулемётными гнёздами обеспечивающими перекрёстный огонь. Эти пулемётные гнезда могли быть укреплены мешками с песком, древесиной, гофрированным металлом и бетоном с защитой сверху. Для пехоты, продвигающейся по нейтральной полосе против этих позиций, всё, что они могут видеть — это небольшое горизонтальное отверстие примерно на уровне талии, на котором видна только верхняя часть щита пулемёта. Пехоте приходилось сосредотачивать внимание на эти позиции под обстрелом и уничтожать их винтовочным огнём, гранатами и огнемётами. В поисках решения, бойцы экспериментировали с миномётами, винтовочными гранатами и горными пушками, но в конечном был сделан вывод, что эти позиции можно нейтрализовать только при стрельбе прямой наводкой. Горные пушки и миномёты небольшого калибра, такие как Skoda 75 мм Model 15 и немецкий 7.58 см Minenwerfer, показали многообещающие результаты, но их размер и вес в сочетании с неровностью местности осложняли их использование.
Ответ австро-венгерской армии на эту потребность стало 37-мм орудие M.15, которое создавалось на основе более раннего 3,7-см Gebirgskanone M.13, и вскоре после принятия на вооружение, армии других стран стали принимать на вооружение аналогичные орудия поддержки пехоты, такие как французский Canon d’Infanterie de 37 modèle 1916 TRP, русская 37-мм траншейная пушка M1915 и немецкая 3,7 см TAK 1918. Точность 3,7 см Infanteriegeschütz M.15 компенсировал уменьшенный калибр боеприпасов и лёгкость деталей, позволяющие транспортировать её во время атаки, в отличие от горных пушек, использовавшихся до тех пор в той же роли. В ноябре 1915 года первые опытные образцы из Skoda были испытаны австро-венгерской армией на итальянском фронте. В 1916 году Skoda и ЧКД заказали и изготовили 1000 орудий и отправили на фронт в том же году.
Австрийские орудия, захваченные итальянской армией, были быстро введены в строй их альпийскими частями. В то же время прямая копия была запущена в производство на Arsenal Regio Esercito di Turin (ARET), Arsenal Regio Esercito di Napoli (AREN) и частной компанией F.lli Marzoli из Palazzolo sull’Oglio. Хотя после Первой мировой войны они устарели, некоторые из них все ещё находились на вооружении, когда Италия вступила во Вторую мировую войну в 1940 году.

## Организация
В австро-венгерской армии ожидалось, что в состав каждого пехотного полка войдут два вооружённых M.15 взвода, который был сокращён до одного из-за нехватки пушек. Каждый взвод состоял из офицера, двух унтер-офицеров, 26 солдат, четырёх пушек, повозки и четырёх вьючных животных.

## Устройство
Ствол орудия был изготовлен из стали, с 12 левосторонними нарезами и вертикальной скользящей казённой частью. Лафет в виде стальной трубчатой триноги с двумя регулируемыми боковыми ножками и центральной ножкой, оснащённый лопастью отдачи. Хвост штатива можно укладывать либо перед орудием, либо за ним. Под дулом орудия находится система отдачи с гидропружиной, маховик для подъёма и прицеливания через перископ. Тренога может быть оснащена стальным защитным кожухом, а для транспортировки могут быть установлены два колеса. Ноги лафета складываются, так что пушку может буксировать человек, вьючное животное или команда из двух собак. Оружие можно было разобрать на три части для транспортировки: ствол, люлька и штатив, каждая из которых весила 34,6 кг, 25,3 кг и 24,4 кг. Стрельба велась стрелял снарядами 37 × 57 мм R, номенклатура которых включала фугасные, шрапнельные и трассирующие снаряды, которые перевозились в деревянных ящиках рассчитанных на 15 снарядов весом 26,5 кг.

## Галерея
- Снаряды 37-мм пушки M15 в музее Вены.
- M15 в венском музее.
- M15 с размещённым впереди орудия "хвостом" в траншее.
- M15 в лесу с противоосколочным щитом и "хвостом" позади орудия.
- M15 в горах
- M15 в походном положении.